# Szepes András
Szepes András (Budapest, 1946. november 28. – ) földmérőmérnök, építőmérnök, ny. főiskolai docens, dékánhelyettes a Nyugat-magyarországi Egyetem Geoinformatikai Karán, Uo. a Térinformatika Tanszék vezetője, a Fejér Megyei Mérnöki Kamara alapító elnöke.

## Pályafutása
1965-ben szerzett technikusi oklevelet a Kvassay Jenő Híd-Vízműépítő Technikumban Budapesten.
1971-ben szerzett okleveles építőmérnöki végzettsége a Budapesti Műszaki Egyetem Építőmérnöki Kara Földmérőmérnöki szakán. 
1971-1974 között a Budapesti Geodéziai és Térképészeti Vállalatnál dolgozott, előbb a IV. r. háromszögelés terén, majd a Százhalombattai Finomító területén az ipar felmérésekben vett részt.
1974-ben főiskolai tanársegédként került az Erdészeti és Faipari Egyetem Földmérési és Földrendezői Főiskolai Kara Geodézia Tanszékére (később Nyugat-magyarországi Egyetem Geoinformatikai Kara, ma az Óbudai Egyetem Alba Regia Műszaki Kar Geoinformatika Intézete). Eleinte gyakorlatokat vezetett Geodéziai alapismeretekben, Országos felmérésben és Ipari geodéziában. 
Közben elvégezte a BME Geodéziai automatizálási szakmérnöki szakot. Majd 1978-tól már főiskolai adjunktusként a levelező tagozaton a Mérnökgeodézia tárgy előadásába is bekapcsolódott.
Miután megszerezte 1985-ben a BME doktor univ. címet, már főiskolai docensként kezdett foglalkozni a Számítástechnika, majd az Informatika tárgyak oktatásával.
Időközben bekapcsolódott a szakmérnöki képzés szervezésébe és előadásába is.
2001-2010 között a kar dékánhelyettese, 2003-2011 között a Térinformatika Tanszék vezetője. 2012-től nyugdíjas.
Sokat tett a határon túli magyar felsőoktatásban dolgozó Kollégák bekapcsolódásáért az az európai szakmai folyamatokba. Rendszeres előadója volt GeoCAD (Gyulafehérvár) és a "Modern Technologies for the 3rd Millenium" (Nagyvárad) konferenciáknak, illetve több alkalommal az Erdélyi Magyar Műszaki Tudományos Társaság vándorgyűléseinek. Igen sokat segített a távoktatás meghonosításáért. Tevékenységéért 2008-ban Gyulafehérváron megkapta az Egyetem legmagasabb kitüntetését, a Doctor Honoris Cause (tiszteletbeli doktori) címet.
1989-től a Magyar Mérnöki Kamara Egyesület Fejér megyei társelnöke, és 1996. novembertől a Fejér Megyei Mérnöki Kamara elnöke (ma Fejér Vármegyei Mérnöki Kamara). E tisztségében 2021-ben hatodszor is megerősítették, így másodmagával a leghosszabb kamarai vezetői tisztséget betöltő vezető lett. 
Folyamatosan szervezi 2014 óta a területi kamara szakmai továbbképzéseit. E téren évi 14-17 képzési napot is tartanak a különböző szakterületen tevékenykedők számára. A pandémiás időszakban sikeresen tértek át irányításával az online képzések szervezésére, így biztosítva a folyamatosságot.
2021-ben beválasztották a Magyar Mérnöki Kamara (MMK) Elnökségébe is.
2005-ben kapta meg a területi kamara Bory Jenő Mérnökdíját, majd 2010-ben a Magyar Mérnöki Kamara akkor legmagasabb kitüntetését, a Zielinski Szilárd-díjat. 2015-ben fejezte be a Geoinformatika Tagozaton belül az alelnöki munkát, ezt követően megkapta a Hazay István díjat. Pályafutását 2019-ben a Magyar Érdemrend lovagkeresztje kitüntetéssel méltatták. 2024-ben megkapta az Év Mérnöke Jubileumi Aranygyűrű kitüntetést az MMK részéről. 2025 tavaszán elhatározta visszavonulását a kamarai vezetésből, teret engedve fiatalabb pályatársainak. A júniusi területi Küldöttgyűlésen több évtizedes munkájának elismeréseként megkapta a Fejér Vármegyei Mérnöki Kamara Életmű Díját.
Még 2012-ben felkérték a Mozgássérültek Viktória Rehabilitációs Alapítvány kuratóriumi elnöki tisztségére. Tevékenysége során sikerrel pályázott az ALCOA Alapítványnál 15 000 USD keretre, melyből egy teljes számítógéptermet szereltek fel. A fejlesztés nyomán önkétesként informatika tanfolyamok sorozatát indították meg feleségével, Szepesné Stiftinger Máriával közösen elsődlegesen mozgássérültek, majd nyugdíjasok és munkanélküliek számára. A tanfolyam célja az volt, hogy ezen hátrányos helyzetű embereket közelebb hozzák a számítógép- és internet használathoz. Munkásságukért 2016-ban közösen kapták meg a Viktória-díjat. Rövid kihagyás után másodszor is felkérték a Kuratórium elnöke posztra. Amikor e feladatban elvárt követelmények részben ütköztek kamarai tisztségéből adódó érdekképviseleti feladatával, megszűntette kuratóriumi tagság. Az új elnök pár év múlva visszalépett, a Viktória Központ vezetésében is komoly változások történtek, amikoris ismételten felkérték az Alapítvány kuratóriumi elnöki feladatainak végzésére, melyet el is vállalt.
2016-ban csatlakozott az Alba Regia Nyugdíjas Egyesület Mérnökklubjához, mely 2017-ben vezetőjévé választotta. Itt számos program (szakmai előadások, kirándulások, bográcsolások stb.) szervezésével tartja fenn a klubtagok érdeklődését. A pandémia alatt gyorsan megszervezte az online klubnapokat, ezzel is segítve a bezártság rossz hangulatának feloldását.

## Szakirodalmi munkássága
- Bonyhádi F. – Szepes A. – Tamás É.: Szintező műszer és léc optimális távolságának meghatározása. TDK dolgozat, BME, 1966.ó ( I. helyezett )
- Szepes A.: Mozgásvizsgálati mérések kiértékelése és ellenőrzése, Diplomaterv, BME, 1971
- Szepes A.: Mérnökgeodéziai gyakorlatok. EFE FFFK, Szfvár, 1981 (kézirat)
- Szepes A.: Automatizált felmérési rendszerek, Automatizálás 1982. évi 5. szám, Budapest
- Ágfalvi M. – Szepes A.: Korszerű belterületi felmérés, Kutatási beszámoló Szfvár, 1982
- Szepes A.: Automatizált felmérési rendszerek. Műszaki doktori értekezés, BME, 1984
- Szepes A.: Földmérési adatok feldolgozása, jegyzet. EFE FFFK, Szfvár, 1986 (kézirat)
- Szepes A.(1990): Digitális technika alkalmazása ipari munkáknál. GK, Budapest, 1990/6.
- Reeve D. – dr. Szepes A.(1996) Attribute data And Database theory UNIGIS jegyzet, SE FFFK
- Briggs D. – dr. Szepes A. (1996) Data Acquisition UNIGIS jegyzet, SE FFFK
- Szepes A. – Szepesné Stiftinger M. (1997): Automatizáció a földhivatalban, SE FFFK-OLLO, Szfvár
- Balázs L.-Hankó A.-Kiss T.-Szepes A.(1997): Többcélú kataszter, SE FFFK-OLLO, Szfvár
- Szepes A.-Tikász E.-Végső F. (1998): Térinformatika és alkalmazásai, Jegyzet, SE FFFK-NKP, Szfvár 240 old.
- Szepes A. (1998): Adatintegráció és adatmegosztás, Jegyzet, SE FFFK-DLG, Szfvár
- Szepes A.-Vincze L.-Herczeg F.: Digitális térképkezelői ismeretek, Tankönyv, NyME FFFK SDiLA, Szfvár, 2000
- Szepes A. – Szepesné Stiftinger M. – Bódis Gábor: Iroda automatizálás Tankönyv, NyME FFFK LIME, Szfvár, 2001
- Szepes A. – Szepesné Stiftinger M.: Információtechnológia, Jegyzet NyME GEO, 2002; 2009
- Szepes A. – Kulcsár A. – Nagy G.: Geodéziai számítások, Középiskolai tankönyv, VM KSZI, 2011